# ابن المقشر
العالم العربي المسلم أبو الفتح منصور بن المقشر، من الأطباء المشهورين في مصر أيام الدولة الفاطمية، كان طبيبًا نصرانيًّا مشهوراً، وله دراية وخبرة بصناعة الطب، وكان طبيب الحاكم بأمر الله، ومن الخواص عنده، قال ابن العبري: وله منزلة سامية عند أصحاب القصر ولا سيما في أيام العزيز. وخدم ابن المقشر ابن العزيز الحاكم وحظي عنده، ولما مرض ابن المقشر عاده الحاكم بنفسه، وقد توفي سنة 392 هـ.